# Lost Paradise
Lost Paradise – debiutancki album doom metalowej grupy Paradise Lost.

## Lista utworów
1. "Intro" – 2:42
2. "Deadly Inner Sense" – 4:36
3. "Paradise Lost" – 5:29
4. "Our Saviour" – 5:07
5. "Rotting Misery" – 5:16
6. "Frozen Illusion" – 5:21
7. "Breeding Fear" – 4:14
8. "Lost Paradise" – 2:08
9. "Internal Torment II" – 5:53